# Alfândega da Fé
Alfândega da Fé (aɫ'fɐ̃dɨgɐ dɐ fɛ) è un comune portoghese di 5 963 abitanti situato nel distretto di Braganza, Regione Nord e provincia tradizionale di Alto Trás-os-Montes.
Il comune confina a nord con il município di Macedo de Cavaleiros, a est con Mogadouro, a sud con Torre de Moncorvo e a ovest con Vila Flor.

## Società

### Evoluzione demografica
| Popolazione di Alfândega da Fé (1801 – 2004) | Popolazione di Alfândega da Fé (1801 – 2004) | Popolazione di Alfândega da Fé (1801 – 2004) | Popolazione di Alfândega da Fé (1801 – 2004) | Popolazione di Alfândega da Fé (1801 – 2004) | Popolazione di Alfândega da Fé (1801 – 2004) | Popolazione di Alfândega da Fé (1801 – 2004) | Popolazione di Alfândega da Fé (1801 – 2004) | Popolazione di Alfândega da Fé (1801 – 2004) |
| -------------------------------------------- | -------------------------------------------- | -------------------------------------------- | -------------------------------------------- | -------------------------------------------- | -------------------------------------------- | -------------------------------------------- | -------------------------------------------- | -------------------------------------------- |
| 1801                                         | 1849                                         | 1900                                         | 1930                                         | 1960                                         | 1981                                         | 1991                                         | 2001                                         | 2004                                         |
| 4737                                         | 5763                                         | 9069                                         | 8789                                         | 9672                                         | 7925                                         | 6734                                         | 5963                                         | 5688                                         |

## Freguesias
- Agrobom
- Alfândega da Fé
- Cerejais
- Eucísia
- Ferradosa
- Picoes
- Gebelim
- Gouveia
- Parada
- Pombal
- Saldonha
- Sambade
- Sendim da Ribeira
- Sendim da Serra
- Soeima
- Vale Pereiro
- Vales
- Valverde
- Vilar Chão
- Vilarelhos
- Vilares de Vilariça